# Данијел Корша
Данијел Корша (Београд, 25. мај 1985) српски је глумац.

## Биографија
Данијел Корша је рођен 25. маја 1985. године у Београду. Глумом је кренуо да се бави након завршене средње саобраћајне школе, у аматерском позоришту „Дадов”. Дипломирао је глуму 2006. године на Факултету драмских уметности у Београду у класи професора Владимира Јевтовића. Прославио се улогом Небојше Дакића у ТВ серији „Истине и лажи”. У браку је са водитељком и глумицом Катарином Коршом, колегиницом са класе, са којом има ћерку Леду и сина Антона.
Од 2020. године стални је члан ансамбла Позоришта на Теразијама.

## Филмографија
| Год.       | Назив                       | Улога           |
| ---------- | --------------------------- | --------------- |
| 2010.      | Тотално нови талас          | Борис           |
| 2011.      | Здухач значи авантура       | Борис           |
| 2012.      | Бела лађа                   | Таксиста        |
| 2015.      | Панта Драшкић — цена части  | Маркиз Д'Авареј |
| 2016.      | Сумњива лица                | Ди-џеј 1        |
| 2017—2019. | Истине и лажи               | Небојша Дакић   |
| 2018.      | Криптон                     | Затвореник #3   |
| 2018.      | Немањићи — рађање краљевине | Др Калмарис     |
| 2018.      | Тау                         | Достављач       |
| 2019.      | Интриго: Самарија           | Полицајац       |
| 2020.      | Јужни ветар                 | Муж             |
| 2020—2021. | Клан                        | Медени          |